# Grube Große Burg

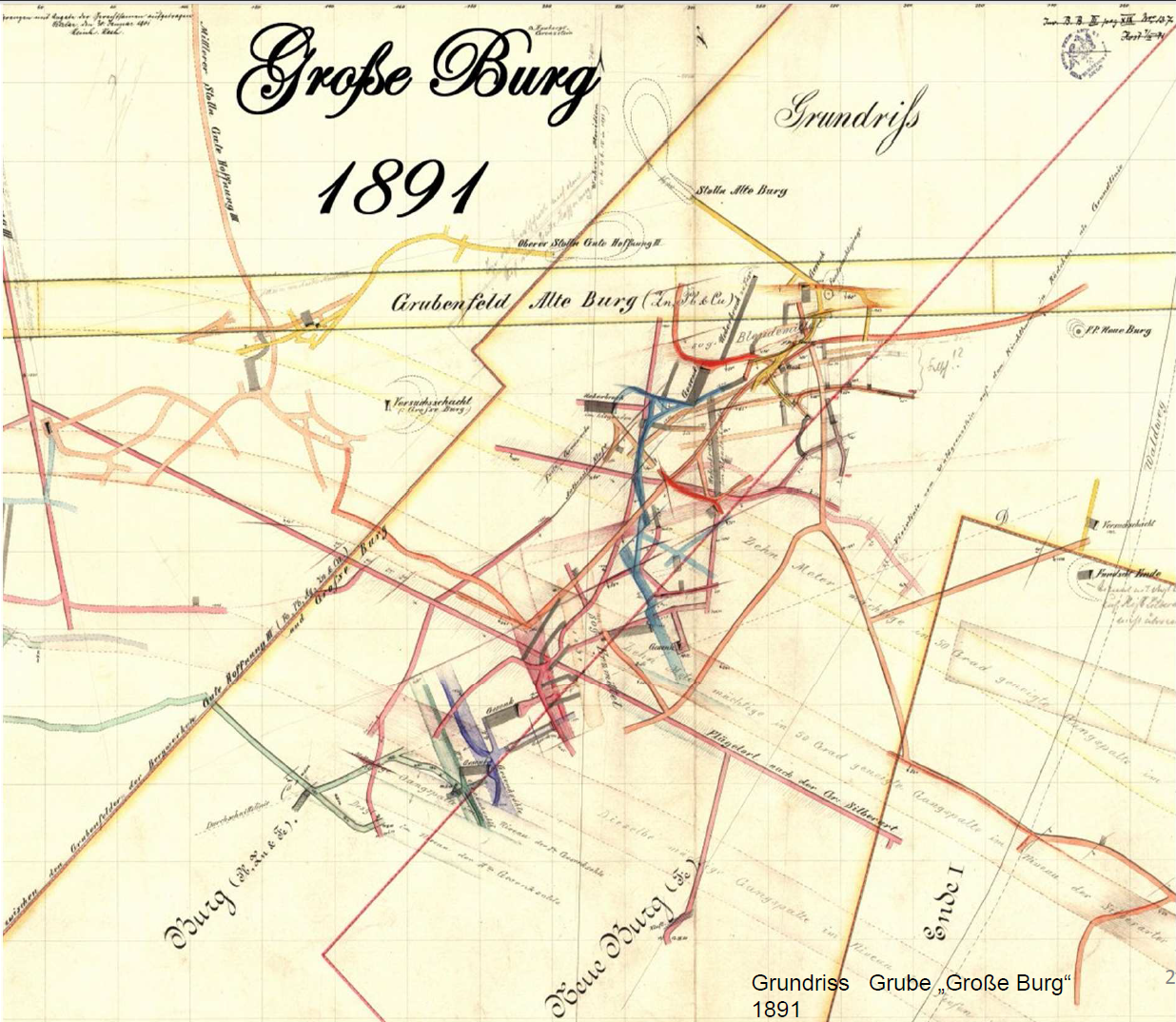
Situationsriuss der Grube Große Burg

Die Verbundgrube Große Burg lag im Ortsgebiet von Altenseelbach, einem Ortsteil der Gemeinde Neunkirchen im Kreis Siegen-Wittgenstein. Sie war eine der bedeutendsten im Freien Grund und die größte im Ortsgebiet von Altenseelbach.

## Gangmittel
Die Gangmittel der Grube waren vor der Konsolidation 1917 nur die Gänge der Gruben Alte Burg, Neue Burg und Burg.
Die drei Gangmittel der Grube Lohmannsfeld führten hauptsächlich Spateisenstein, verwachsen mit Quarz, Bleiglanz und Zinkblende, geringfügig traten auch Kupfer- und Schwefelkies auf. Diese Gangmittel waren
- der Mannseifer Gang mit einer Länge von 25 bis 50 m,
- der Lohmanner Gang mit 25–50 m Länge und
- der Wilhelmstroster Gang, 20–45 m lang.

Neben den Gangmitteln traten die Gänge Junger Lohmann, Kreutzgang, Kupfertrumm als Gangtrümmer auf und waren recht unbedeutend. 100 kg gefördertes Bleierz enthielten im Durchschnitt 30–108 g, selten bis zu 150 g Silber.
Die Grube Gute Hoffnung hatte zwei Gangmittel, die bis zu 60 m lang waren und in ein östliches und ein westliches Mittel geteilt waren. Die Gänge waren zwischen einem und zwei Metern mächtig und durch Spateisenstein mit Blei- und Zinkerzen ausgefüllt. Nach der Teufe wurde die Mächtigkeit kleiner auf 0,7 bis 1 m. Die Grube Silberart hatte ein 16 m langes, 0,8 bis 1 m mächtiges Gangmittel aus Zinkblende und ein zweites Mittel mit einer Länge von 12 m und einer Mächtigkeit von 0,3 bis 0,5 m.

## Geschichte
Der Zusammenschluss Große Burg entstand am 29. August 1838 aus den Gruben Alte Burg, Neue Burg und Burg. Ein Versuchsstollen wurde angelegt. Zwischen 1880 und 1885 wurden 424 t Zinkblende und 149 t Bleierze gefördert.
1910 stürzte ein Stollen auf mehreren Metern ein, vier Bergleute erstickten. 1911 beschloss die Grube den Ankauf von Teilen der auf Pfannenberger Einigkeit nicht mehr benötigten Seilbahn. Im Jahr 1917 konsolidierte die Grube mit Lohmannsfeld, Gute Hoffnung und Silberart. Bis 1923 wurde jedoch kein mehr Erz gefördert.

### Tiefbau auf Lohmannsfeld
Der Mannseifenschacht wurde ab 1860 in der Grube Lohmannsfeld abgeteuft hatte eine Teufe von 419 m, zeitgleich wurde ein Blindschacht im Mittel Wilhelmstrost bis zu 137 m niedergebracht. Die Gesamtteufe der Grube betrug 895 m und war über einen Blindschacht zu erreichen (erste Sohle war die 350-m-Sohle). Der Schacht war mit einer 14 PS-Dampfmaschine und 3 Wasserhaltungsmaschinen ausgestattet, davon zwei 40 PS starke über Tage sowie eine 32 PS starke unter Tage. Die Förderung erfolgte über den Tiefen Stollen der Grube.
Folgende Sohlen der Grube sind bekannt: 130 m, 160 m, 200 m, 230 m, 270 m, 310 m, 350 m, 390 m, 430 m, 480 m, 530 m, 580 m, 630 m, 680 m, 730 m, 780 m, 840 m.
Es existierten Pläne, den Schacht auf 1500 Meter Teufe abzuteufen und so für weitere 15 Jahre Erz zu fördern, diese Pläne wurden jedoch nie verwirklicht. Das Erz sollte dann über den Stollen Silberart zur Grube Gold und weiter zur Grube San Fernando nach Herdorf befördert werden.

### Blütezeit und Ende
1932 wurde ein Versuch gestartet, einen 1,5 km langen Querschlag zur Grube Knappschaftsglück in Neunkirchen anzulegen, 1935 jedoch wieder aufgegeben. Ein Jahr später übernahm die Siegener Flotationsgesellschaft den Betrieb der Grube. In den 1940er Jahren hatte sie ihre Blütezeit, 1943 förderte man 70.258 t Eisenstein. Ein Stollen diente zur Erschließung des oberen Grubenbereiches. 1945 wurde die Erzförderung eingestellt, 1959 wurde sie endgültig stillgelegt. 576.483 t Eisenerz wurden in der Grube gefördert, mit Lohmannsfeld zusammen 799.969 t. Im Jahr 1953 wurde die Grube der Erzbergbau Siegerland AG angeschlossen. Diese führte später Untersuchungen im Grubengebiet durch. Die Förderung wurde jedoch nicht mehr aufgenommen. Die Erzaufbereitungsanlage wurde 1962 abgerissen.

### Flotationsanlage
1925 wurde eine Flotationsanlage gebaut, bis 1955 war sie in Betrieb. Zwischen 1935 und 1952 wurden hier 12.309 t Zink, 3.902 t Blei, 4.643 t Kupfer gewonnen, sowie 2,5 t Silber pro Jahr, einige Zehner (10er) kg Gold pro Jahr. 1951 und 1952 wurden die Halden der umliegenden Gruben Ludwigseck, Gleiskaute, Junger Löwe und Silberart aufbereitet. Ab 1952 wurden Halden von Gruben wie Anxbach bei Neuwied verarbeitet.

## Konsolidationsgruben
- Alte Burg, erneut verliehen 1880; Förderung 1867: 1,6 t Zinkblende[6]
- Gute Hoffnung, verliehen vor 1885. Durch einen 1008 m langen Tiefen Stollen und einen kleinen Maschinenschacht wurden 1885 26 t Zinkerz und 16 t Bleierz gefördert. Auf der Stollenhalde stand eine naßmechanische Aufbereitung. Diese bestand aus einer Erzwäsche mit Separationstrommeln und Handsetzsieben. Außerdem bestanden zwei Obere Stollen. Die Grube entstand aus einer Konsolidation mit den Gruben Carl, Friedensfürst, Silberquelle und Gute Hoffnung III. Das Gangmittel bestand aus zwei bis zu 60 m langen und 1–2,5 m mächtigen Mitteln, die mit Spateisenstein mit Blei und Zink ausgefüllt waren.[1]
- Lohmannsfeld, verliehen um 1700
- Silberart am Hohenseelbachskopf, verliehen um 1855; stillgelegt 1880. Der Tiefe Stollen im Seelbachtal wurde in den 1850ern angelegt und hatte eine Länge von 380 m.